# Crumble

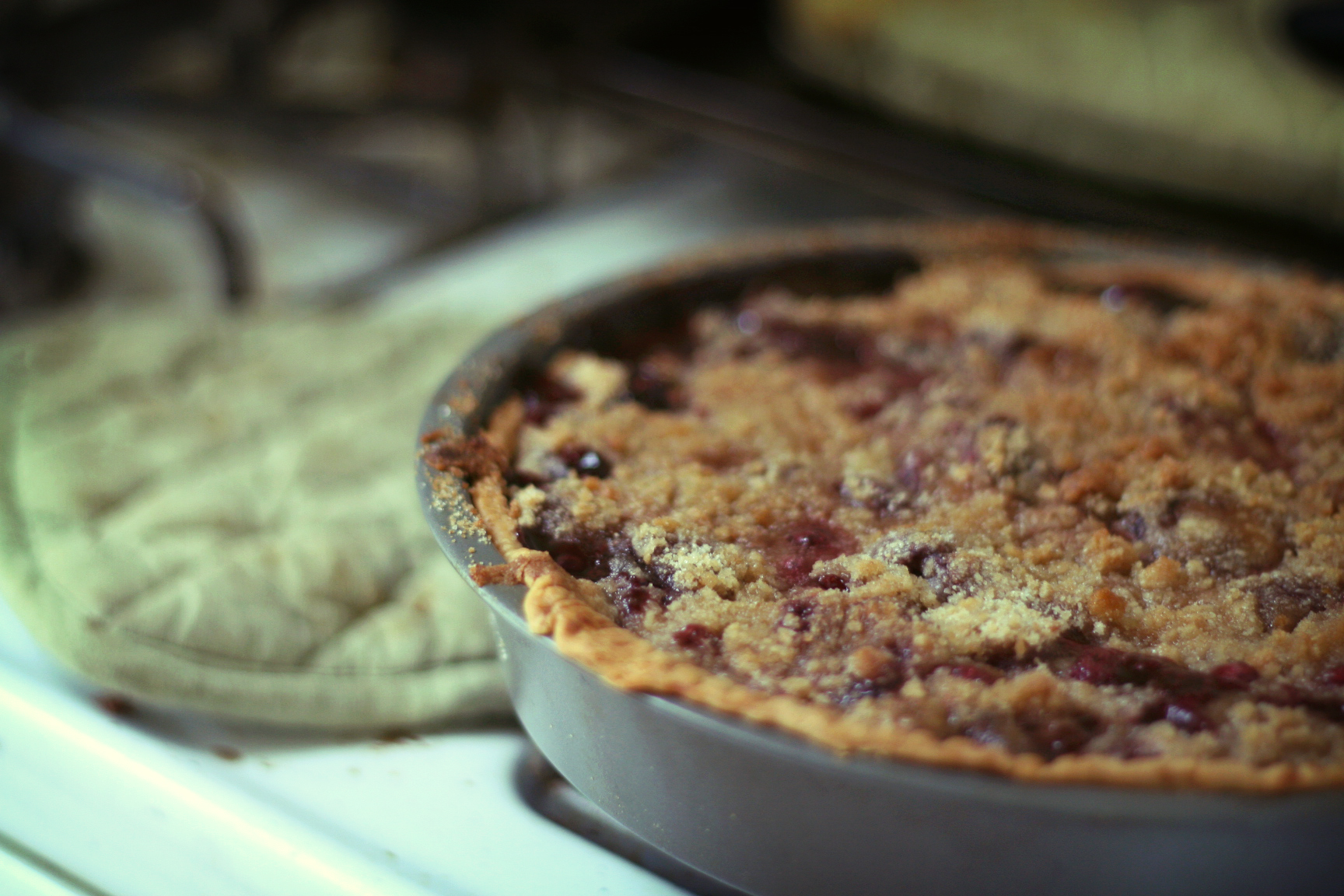

Crumble é um prato doce de origem britânica, feito de compota de frutas picadas cobertas com uma mistura de gordura (geralmente, manteiga), farinha e açúcar, assado até que a cobertura fique crocante. Muitas vezes, é servido com creme, nata ou sorvete, como uma sobremesa substanciosa após uma refeição quente.
As frutas mais empregadas em crumbles incluem maçã, amora, pêssego, ruibarbo, groselha e ameixa. A cobertura pode conter também aveia em flocos, amêndoas ou outras nozes; às vezes leite azedo (por exemplo, vinagre e leite) é adicionado para dar ao crumble um gosto mais exótico. Açúcar mascavo é muitas vezes polvilhado sobre a cobertura do crumble, de modo a formar um pouco de caramelo depois de assado. Em algumas receitas a cobertura é feita com biscoitos quebrados (cookies ou bolachas) ou mesmo cereais matinais, mas isso não é tradicional.
Os crumbles surgiram na Grã-Bretanha durante a Segunda Guerra Mundial.  Devido ao racionamento, não havia ingredientes para as tortas tradicionais, que exigiam muita farinha, gordura e açúcar para a massa. Usavam uma simples mistura de farinha, margarina e açúcar para cobrir a torta. O prato também tornou-se popular devido à sua simplicidade, uma vez que deixava às mulheres mais tempo para fazer outras tarefas.
Em algumas partes dos Estados Unidos existe um prato bastante semelhante, chamado crisp. Também parece um bolo de frutas (popular nos EUA), porém com cobertura mais fina.